# Manny Pérez
Manuel "Manny" Perez Batista est un acteur dominicain né le 5 mai 1969 à Santiago en République dominicaine.
Il est apparu notamment dans la série télévisée New York 911 et dans le film Washington Heights.
En novembre 2007, Manny Perez a été honoré au Dominican Film Festival qui se déroule à Puerto Plata en compagnie de Dania Ramirez pour son action humanitaire en République dominicaine.

## Biographie
Manny Pérez est né à Baitoa, Santiago, en République dominicaine. Il réside actuellement à Washington Heights de  Manhattan. Il est le fils de Ramón Pérez qui est mort trois mois avant que Manny soit diplômé de l'université.
Lorsqu'il termine ses études secondaires, Manny sait qu'il veut devenir acteur. Il va à New York où il fréquente le Marymount Manhattan College et est diplômé en 1992.
Il étudie aussi à l'Ensemble Studio Theatre et est membre du LAByrinth Theater Company à New York.

## Filmographie
- 1993 : Nyû Yôku no koppu : Tito
- 1994 : Crooklyn : Hector
- 1994-1996 : New York Undercover : Tony (2 épisodes)
- 1995 : New York Police Blues : Tonio
- 1996 : Courage Under Fire : Jenkins
- 1996 : Bullet : Flaco
- 1997 : Sleeping together : Carlos
- 1997 : Stick up : Eddie
- 1998 : Chick flick
- 1998 : Neto's run : Neto
- 1998 : Brooklyn South
- 1999 : On the Q.T. : Aurelio
- 1999 : Rude Awakening : Jesus (2 épisodes)
- 2000 : Dinner rush : Gabriel
- 2000 : Brother :
- 2001-2002 : 100 Centre Street : Ramon Rodriguez (18 épisodes)
- 2002 : New York, unité spéciale (saison 4, épisode 4) : un technicien du CSU
- 2002 : King Rikki : Jorge Ortega
- 2002 : Washington Heights : Carlos
- 2002 : New York, section criminelle : Jorge Galvez
- 2003 : party Monster : Johnny
- 2004 : The Breakup Artist : Carlos
- 2004 : Les Experts : Miami : Manny Orantes
- 2004 : Dragnet (L.A. Dragnet) : Sergio
- 2005 : New York 911 : Manny Santiago
- 2005 : Night Stalker : Caleca
- 2006-2007 : Rescue Me : Luis
- 2006 : Bella : Manny
- 2006 : El Cantante : Eddie
- 2006 : Yellow : Angelo
- 2002 : New York, unité spéciale (saison 8, épisode 17) : un agent de la DEA
- 2007 : Where God Left His Shoes :  Luis
- 2007 : Amexicano : Diego
- 2007 : Tracks of Color : George Martinez
- 2007 : Illegal Tender : Wilson DeLeon Senior
- 2007 : Rockaway : Antwan
- 2007 : The Ministers : Manso
- 2008 : Ego : Cupola
- 2008 : Sanctified
- 2008 : Le Prix de la loyauté (Pride and Glory) de Gavin O'Connor : Coco Dominguez
- 2014 : New York, unité spéciale (saison 16, épisode 1) : Angel Perez
- 2016 : Luke Cage : agent Perez
- 2016 : Le Combat final : José
- 2021 : New York, unité spéciale (saison 22, épisode 12) : sergent Hagen